# Nova Varoš

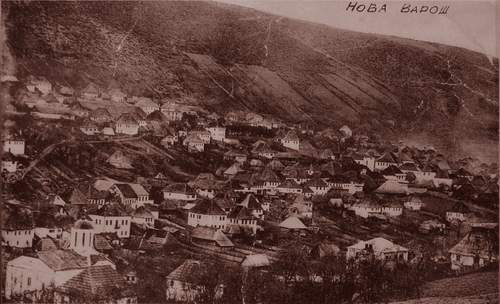
Nova Varoš på 1930-talet

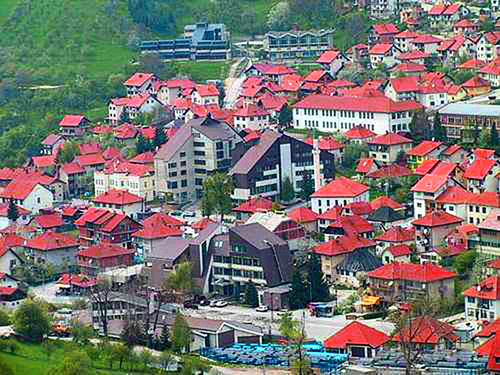
Nova Varoš, 2004

Nova Varoš är en stad i Serbien.
Staden hade år 2000 10 300 invånare varav cirka 75 % är serber.